# Neuapostolische Kirche Sambia
| Bezirksapostel (Präsident): | Kububa Soko (seit 2019)                                                                                   |
| Vorgänger:                  | Charles S. Ndandula (2005–2019)                                                                           |
| Helfer:                     | Bezirksapostelhelfer: Robert M. Nsamba (Sambia) Bezirksapostelhelfer: Arnold N. Mhango (Malawi, Simbabwe) |
| Sitz der Gebietskirche:     | Lusaka |
| Gemeinden Sambia:           | 6.057 |
| Mitglieder Sambia:          | 1.301.098                                                                                                 |
| Gemeinden ganzer Bereich:   | 7.995 |
| Mitglieder ganzer Bereich:  | 1.524.735                                                                                                 |
| Website:                    | www.naczam.org.zm                                                                                         |

Die Neuapostolische Kirche Sambia (englisch New Apostolic Church Zambia) ist ein Verwaltungsbezirk der Neuapostolischen Kirche (NAK). Er umfasst die Länder Sambia, Malawi und Simbabwe. Diese Gebietskirche der Neuapostolischen Kirche ist die erste und die zweitgrößte selbstständige Gebietskirche Afrikas. Gemessen an Mitgliederzahlen wird Sambia nur von der Neuapostolischen Kirche in der Demokratischen Republik Kongo übertroffen. Am 21. Juli 2019 übernahm mit der Beauftragung als Bezirksapostel Kububa Soko als Nachfolger von Charles S. Ndandula die Leitung der Gebietskirche.

## Geschichte
Die erste neuapostolische Gemeinde im damaligen Nordrhodesien (heute Sambia) wurde 1928 von George Mkandawire Henwood in Livingstone, Maramba, gegründet. Nur ein Jahr später wurde die Neuapostolische Kirche in Nordrhodesien staatlich anerkannt. 1932 fand der erste Gottesdienst eines neuapostolischen Apostels in Nordrhodesien statt. Dabei versiegelte Heinrich F. Schlaphoff 244 Gläubige und ordinierte George Henwood zum Gemeindeältesten.
Missionsbrüder Henwoods gründeten noch im selben Jahr Gemeinden in ganz Nordrhodesien, darunter auch die erste in Lusaka, der späteren Hauptstadt Sambias.
Apostel Schlaphoff wurde 1934 zum Bezirksapostel für Nordrhodesien ordiniert. Neuapostolische Christen hatten sich bis dahin inzwischen bis in den Copperbelt (Kupfergürtel) ausgebreitet. 1936 wurde der Missionar Henwood zum Bezirksältesten ordiniert, in Lusaka betreute er zu dieser Zeit 120 neuapostolische Christen.
Erst 1943 weitete Henwood die Missionsarbeit auch auf Njassaland aus. Ein Jahr später wurde auch dort die erste Gemeinde gegründet. In Barotseland (heute Westsambia) wurde 1944 die erste neuapostolische Gemeinde gegründet. Bis 1948 verbreitete sich der neuapostolische Glaube auch zum Lozi-Volk und in die Sambesi-Provinz. 1950 begann die Neuapostolische Kirche auch in Chipata (heute Ostsambia) mit dem Aufbau.
Nach dem Zweiten Weltkrieg konnten erstmals wieder europäische Apostel der NAK, darunter auch der Präsident der Kirche in Nordrhodesien, Heinrich Schlaphoff, das heutige Sambia aufsuchen. Schlaphoff teilte die Kirche Nordrhodesiens in drei Ältestenbezirke (Livingstone, Lusaka, Ndola) ein und ordinierte Henwood am 11. Juni zum Bischof. 1952 wurden in Lusaka, Ndola und Salisbury auch europäische Gemeinden gegründet. Die ersten beiden Apostel für den Bezirk Nordrhodesien (George Henwood und Hubert Fernandes) wurden am 12. Dezember 1954 in Kapstadt ordiniert. Damit ist Henwood der erste dunkelhäutige Apostel in der Geschichte der Neuapostolischen Kirche.
Am 19. Oktober 1955 wurde Hubert Fernandes zum Bezirksapostel und ersten Präsidenten der NAK Nordrhodesien ausgerufen. Noch im gleichen Jahr wurde der spätere Bezirksapostel Mfune durch Henwood versiegelt.
1963 starb Henwood auf der Fahrt nach Salisbury an einer Herzembolie. Beigesetzt wurde er am 19. September in Choma. Ein Jahr später wurde ein weiterer Apostel, Njamba, ordiniert. Stammapostel Walter Schmidt besuchte 1965 als erstes Kirchenoberhaupt das nun unabhängige Land Sambia. Neuer Bezirksapostel wurde 1971 Andrew James Fernandes, dem zu Sambia nun auch Malawi in der Gebietskirche Sambia anvertraut wurde. Bis zum folgenden Jahr baute er die Kirche in Sambia aus und führte Sonntagsschulen, Religionsunterricht und Chorarbeit ein. Sein Bruder und Bezirksapostel Hubert Fernandes, der bisher Rhodesien, Betschuanaland und den Caprivizipfel betreut hatte, starb 1976. Dessen Betreuungsländer wurden seinem Bruder überreicht. Somit umfasste die Gebietskirche Sambia zu diesem Zeitpunkt folgende Länder: Sambia, Malawi, Rhodesien und das nun unabhängige Botswana.
Vom 12. bis 18. November 1980 besuchte Hans Urwyler als zweiter Stammapostel Sambia. Eine große Zentralkirche in Lusaka weihte er zwei Jahre später zum 50. Jubiläum der Gemeinde in dieser Stadt. 1986 hielt er den ersten Entschlafenengottesdienst auf sambischem Boden. 1989 starb Andrew Fernandes im Alter von 72 Jahren. Sein Neffe und Bischof Anthony H. H. Fernandes wurde Bezirksapostel für Simbabwe und Malawi, Duncan B. Mfunde für Sambia – der erste dunkelhäutige Bezirksapostel der NAK. Das Jahr 1989 spiegelte auch das höchste Wachstum der Kirche in Sambia dar: Es wurden 53.000 Sambier versiegelt. Die erste internationale Bezirksapostelversammlung in Sambia fand im April 1990 statt.
Mitte der 1990er Jahre fanden mehrere Gottesdienste des Stammapostels Richard Fehr in Sambia, Malawi und Simbabwe statt. Diese wurden landesweit im öffentlichen Fernsehen ausgestrahlt. Auch Persönlichkeiten der Regierung traten immer häufiger in amtlichen oder privaten Kontakt mit der Neuapostolischen Kirche.
Im Jahr 2000 wurden eine große Zentralkirche in Lilongwe und ein Verwaltungsbüro für die Gebietskirche in Lusaka erbaut. Zum Ende des Jahres fand nochmals eine Bezirksapostelversammlung in Sambia statt, außerdem erreichte die Mitgliederzahl die Millionengrenze. 2005 trat Bezirksapostel Mfune in den Ruhestand, seine Nachfolge trat der bisherige Bezirksapostelhelfer Ndandula an.
Zu Pfingsten 2015 war die Gebietskirche Sambia Gastgeber des Stammapostels. Neben dem Festgottesdienstes am Sonntag fanden am Pfingstwochenende auch Konzerte und Apostelversammlungen mit mehr als 250 Teilnehmern statt. Der Pfingstgottesdienst wurde von 71.000 Zuschauern im National Heroes Stadium in Lusaka verfolgt, zusätzlich waren über 1.000.000 Gläubige durch Übertragung in allen Teilen der Welt mit Sambia verbunden.
Nach 14 Jahren als nationaler Kirchenleiter verabschiedete Stammapostel Schneider in einem Festgottesdienst in Sambia Bezirksapostel Ndandula am 21. Juli 2019 in den Ruhestand. Als Nachfolger des Bezirksapostels wurde im selben Gottesdienst Kububa Soko beauftragt.

### Bezirksapostel in Sambia
- Heinrich Schlaphoff (1934–1955)
- Hubert Fernandes (1955–1971)
- Andrew Fernandes (1971–1989)
- Duncan B. Mfune (1989–2005)
- Charles S. Ndandula (2005–2019)
- Kububa Soko (2019 bis heute)

## Heutige Situation
| Kirchenstatistik (Stand 2012) |            |           |                        |
| Land                          | Mitglieder | Gemeinden | Geistliche und Diakone |
| ----------------------------- | ---------- | --------- | ---------------------- |
| Sambia                        | 1.208.801  | 7.264     | 28.560                 |
| Malawi                        | 214.931    | 1.833     | 5.189                  |
| Simbabwe                      | 11.793     | 115       | 445                    |

In Sambia sind derzeit fast 13 % der Gesamtbevölkerung neuapostolische Christen. Zwischen 2001 und 2007 sind die Zahlen um etwa 300.000 Mitglieder gestiegen. Auch in Malawi sind die Zahlen ansteigend. Zwischen Juni 2001 und 2007 stieg die Zahl der Gläubigen um 47 %. Aufgrund der hohen Sterblichkeitsrate und zunehmenden politischen Spannungen sanken die Zahlen in Simbabwe während der letzten Jahre. Im Jahr 2001 lag die Mitgliederzahl noch über 18.000.

## Henwood Foundation
Die Henwood Foundation ist eine von der NAK Sambia gegründete karitative Einrichtung. Sie wird von Apostel Richard Luhanga geleitet. Die Mitglieder der Einrichtung wollen Armut und alle daraus resultierenden Folgen in Sambia bekämpfen. Wichtigste Tätigkeitsfelder sind Schulausbildung, Gesundheit, Nahrungssicherheit und Behindertenunterstützung. Die Organisation unterstützt bestehende Schulen durch Modernisierung und Schülerbetreuung, insbesondere mit Spenden, und ruft auch eigene Lerncenter und Schulen ins Leben. Studenten werden ebenfalls fortlaufend auch mit Stipendien unterstützt. Andere Aktivitäten beziehen sich besonders auf AIDS-Aufklärung und Betroffenenunterstützung, Hilfe für Bauern in der Landwirtschaft und Behindertenheime sowie Bereitstellung von Geräten wie Rollstühlen an Behindertenhaushalte. Die Finanzierung läuft über Spenden der Kirche und Mitglieder der Foundation, die Öffentlichkeit und den Verkauf diverser Utensilien.